# Lepthyphantes lingsoka
Lepthyphantes lingsoka là một loài nhện trong họ Linyphiidae.
Loài này thuộc chi Lepthyphantes. Lepthyphantes lingsoka được Benoy Krishna Tikader miêu tả năm 1970.